# Драммонд, Дугалд
Дугалд Драммонд (англ. Dugald Drummond; 1 января 1840 — 8 ноября 1912) — шотландский конструктор паровозов. Работал в компаниях North British Railway, London, Brighton and South Coast Railway, Каледонская железная дорога, а также в Лондонская и Юго-Западной железная дорога. Старший брат инженера Питера Драммонда, который часто следовал идеям Дугалда в своей работе.
Являлся одним из крупнейших конструкторов локомотивов, многие из его паровозов для Лондонской и Юго-Западной железной дороги продолжали эксплуатироваться на магистральных линиях Южной железной дороги, а с 1947 года — в общенациональной компании British Railways.

## Биография
Драммонд родился 1 января 1840 года в Ардроссане, графство Айршир. Его отец был инспектором путей Bowling Railway. Драммонд начинал учеником в инженерной компании Forest &amp; Barr из Глазго, дальнейший опыт приобрел на железных дорогах Шотландии. Руководил котельной мастерской на заводе Canada Works в Биркенхеде у Томаса Брасси, прежде чем перебраться в 1864 году на железнодорожный завод в Коулэрс (Глазго) Железной дороги Эдинбург — Глазго под начало Сэмюэля Уэйта Джонсона.
Работал мастером-монтажником на заводе Lochgorm Works в Инвернессе Хайлендской железной дороги под руководством Уильяма Страудли, вместе с которым в 1870 году перешёл на завод Brighton Works компании London Brighton and South Coast Railway. В 1875 году получил назначение на должность локомотивного суперинтенданта North British Railway.

### Катастрофа на мосту через Тей
В 1879 году Драммонд был привлечен в качестве эксперта к расследованию катастрофы на мосту через Тей, он давал показания о состоянии путей после катастрофы. Потерпевший катастрофу поезд должен был тянуть паровоз Ladybank типа 0-4-2 конструкции Драммонда, однако после поломки его заменил № 224 типа 4-4-0 конструкции Томаса Уитли, в результате чего Драммонд мог быть привлечён в качестве независимого эксперта. Конструктор показал, что весь поезд упал вертикально вниз при обрушении ферменных пролётов, о чём он заключил по следам ударов колёс по рельсам. Все оси поезда были изогнуты в одну сторону. Свидетельство помогло опровергнуть версию Томаса Бауча, конструктора моста, что поезд сдуло с рельсов штормовым ветром.

### Дальнейшая карьера
В 1882 году Драммонд перешёл на Каледонскую железную дорогу. В апреле 1890 года он подал в отставку, чтобы заняться собственным бизнесом, основав «Австралазийский завод локомотивных двигателей» в Сиднее (Австралия). Проект быстро провалился, и Драммонд вернулся в Шотландию, где основал компанию Glasgow Railway Engineering Company. Новый бизнес оказался умеренно успешным, но несмотря на это в 1895 году Драммонд занял должность локомотивного инженера на Лондонской и Юго-Западной железной дороге с зарплатой, значительно меньшей, чем он получал на Каледонской железной дороге. В январе 1905 года название его должности сменилось на «главный механик», хотя обязанности остались практически теми же. В LSWR он проработал до самой смерти. Спроектированные им для этой железной дороги паровозы обычно получались годными, если имели не более 4 осей. Однако проекты типа 2-3-0 выходили посредственными и даже ужасными. Он также внедрял на многих паровозах собственные запатентованные решения, например, поперечные водяные трубы топки и осушитель пара в дымовой коробке, которые давали лишь очень небольшую степень перегрева. После смерти конструктора его преемники улучшили характеристики многих построенных паровозов, установив на них привычные пароперегреватели.
Драммонд умер 8 ноября 1912 года в возрасте 72 лет в своем доме в Сербитоне . Существует миф, что причиной смерти стал ожог, полученный в кабине паровоза. Однако К. Гамильтон Эллис заявляет, что Драммонд простыл и потребовал горячую ванну с горчицей для онемевших ног и ошпарился. Ожоги не лечили, началась гангрена и потребовалась ампутация. Драммонд отказался от наркоза и умер от болевого шока. Он был похоронен на Бруквудском кладбище, примыкающем к магистрали LSWR, в семейной могиле в непосредственной близости от бывшей конечной остановки London Necropolis Railway.

## Семья
Дочь Драммонда, Кристина Сара Луиза родилась в Брайтоне в 1871 году вскоре после приезда семьи из Шотландии. Она вышла замуж за Джеймса Джонсона, сына Сэмюэля Уэйта Джонсона, главного механика Мидлендской железной дороги с 1873 по 1904 год. Её третьего ребенка, родившегося в 1905 году, назвали Дугалдом Сэмюэлем Уэйтом Джонсоном в честь обоих дедов.

## Паровозы Драммонда
Драммонд разработал следующие серии паровозов.

### North British Railway
- NBR 165 типа 0-3-0T, позже LNER Class J82
- NBR 100 типа 0-3-0, позже LNER Class J32
- NBR 474 типа 1-1-1
- NBR 476 типа 2-2-0, позже LNER Class D27 и LNER Class D28
- NBR 157 типа 0-2-1T, позже 0-2-2T, позже LNER Class G8
- NBR 494 типа 2-2-0T, позже LNER Class D50
- NBR 34 типа 0-3-0, позже LNER Class J34

### Каледонская железная дорога
- CR 294 типа 0-3-0, позже LMS Class 2F
- CR 66 типа 2-2-0, позже LMS Class 2P
- CR 171 типа 0-2-2T, позже LMS Class 1P
- CR 262 типа 0-2-1ST, позже LMS Class 0P
- CR 264 типа 0-2-0ST, позже LMS Class 0F
- CR 123 типа 2-1-1, позже LMS Class 1P № 14010
- CR 385 типа 0-3-0ST, позже LMS Class 3F
- CR 80 типа 2-2-0, позже LMS Class 1P
- CR 272 типа 0-6-0ST, позже LMS Class 0F

### Лондонская и Юго-Западная железная дорога
- LSWR 700 типа 0-3-0, позже известный как Black Motors;
- LSWR M7 0-2-2, танк-паровозы, известные как Motor Tanks;
- LSWR T7 типа 2-1-1-0 прототип двухдвигательного паровоза;
- LSWR C8 типа 2-2-0;
- LSWR F9 типа 2-1-2T, известный как «Жук» (англ. Bug);
- LSWR T9 типа 2-2-0, известный как «Гончие» (англ. Greyhounds);
- LSWR E10 типа 2-1-1-0, двухдвигательный паровоз;
- LSWR K10 типа 2-2-0, известный как Small Hoppers;
- паровой вагон LSWR K11;
- LSWR L11 типа 2-2-0, известный как Large Hoppers.
- LSWR S11 типа 2-2-0;
- LSWR L12 класс 2-2-0, известный как «Бульдоги» (англ. Bulldogs);
- LSWR H12, паровой рельсовый автобус;
- LSWR F13 типа 2-3-0;
- LSWR H13, паровой рельсовый автобус;
- LSWR C14 типа 2-2-0, позже перестроен как 0-2-0;
- LSWR K14 типа 0-2-0, танк-паровозы, первоначально разработанные Адамсом как серия B4;
- LSWR E14 типа 2-3-0, известный как Turkey;
- LSWR G14 типа 2-3-0;
- LSWR P14 типа 2-3-0;
- LSWR T14 типа 2-3-0, известный как Paddleboxes;
- LSWR D15 типа 2-2-0.

## Патенты
- GB 189727949, опубликовано 15 октября 1898 года, «Усовершенствования котла локомотива»[4]
- GB189901077, опубликовано 2 декабря 1899 года. «Усовершенствования устройства для обогрева железнодорожных вагонов»[5]